# Skakavci (gmina Kosjerić)
Skakavci (cyr. Скакавци) – wieś w Serbii, w okręgu zlatiborskim, w gminie Kosjerić. W 2011 roku liczyła 239 mieszkańców.